# Pierre Ayçoberry
Pierre Ayçoberry, né le 29 avril 1925 à Montrouge, mort  le 24 octobre 2012 à Strasbourg, est un historien français, professeur émérite à l'université Strasbourg II, après avoir été maître-assistant à l'université Paris-X Nanterre.

## Biographie
Il fut président de la Conférence Olivaint en 1948. Normalien, agrégé d'histoire, reçu premier au concours en 1949, docteur ès lettres, Pierre Ayçoberry est spécialiste de l'Allemagne contemporaine et un grand connaisseur français du national-socialisme. Il s'oppose notamment à l'idée que l'accession de Hitler au pouvoir ne serait due qu'aux répercussions de la crise économique de 1929. Le NSDAP, dont les résultats aux élections de décembre 1932 étaient en recul, n'a jamais atteint la majorité absolue au Reichstag.

## Publications
- L'Unité allemande (1800-1871), Paris, PUF, coll. « Que sais-je ? », 1972 ; plusieurs rééditions dont 1982  (ISBN 2-13-037238-4) ; 1992, 127 p.
- La Question nazie, Les interprétations du national-socialisme, 1922-1975, Seuil, coll. « Points Histoire », 1979, 314 p.  (ISBN 2-02-005145-1)
- Cologne entre Napoléon et Bismarck, la croissance d'une ville rhénane, Aubier-Montaigne, « Collection historique », 1981  (ISBN 2-7007-0261-1) ; rééd. 1992, 415 p.
- avec Marc Ferro (dir.), Une Histoire du Rhin, avec des contributions de Jean-Claude Ailleret, Nicole Belmont, Gérard Criqui et al., Paris, J.-P. Ramsay, 1981, 459 p.  (ISBN 2-85956-237-0)
- avec Jean-Paul Bled et Istvan Hunyadi (éd.), Les Conséquences des traités de paix de 1919-1920 en Europe centrale et sud-orientale, Actes du colloque de Strasbourg (24-26 mai 1984), Strasbourg, Association des publications près les universités de Strasbourg, 1987, 400 p.  (ISBN 2-86820-135-0)
- (dir.), L'Allemagne de Hitler, 1933-1945, Paris, Seuil, 1991, 427 p.
- La Société allemande sous le IIIe Reich, 1933-1945, Seuil, coll. « Points Histoire », 1998, 433 p.
- (éd.), Journal de Goebbels (1943-1945), Tallandier, 2005, 798 p.